# Seamus Boxley
Seamus Fitzgerald Boxley (Mountlake Terrace, 21 settembre 1982) è un ex cestista statunitense, professionista nella NBDL e in Europa.

## Palmarès
- Campionato olandese: 1

Leida: 2010-11
- Coppa d'Olanda: 3

Matrixx Magixx: 2007
Leida: 2010, 2012